# 南定州
南定州，南北朝时设置的州。
南北朝时南梁置定州。后改称南定州。治所在布山县（今广西壮族自治区桂平市）。隋灭南陈后，開皇10年（590年），改称尹州，大業2年（606年），改称郁州。大業3年（607年），郡制施行，郁州改称郁林郡，下轄12县。唐朝武德年间，改为南尹州，贞观年间改为贵州。